# Bui (Département)
Bui ist ein Département der Region Nord-Ouest in Kamerun.
Auf einer Fläche von 2297 km² leben nach der Volkszählung 2001 322.877 Einwohner. Die Hauptstadt ist Kumbo.

## Gemeinden
- Elak-Oku
- Jakiri
- Kumbo
- Mbiame
- Nkum
- Nkor